# Charbonnage de Forte-taille
Le charbonnage de Forte-taille a été exploité de 1875 à 1935.
La compagnie est créée en 1865, c'est un charbonnage assez modeste. En 1920, douze mineurs trouvent la mort au fond. C'est à partir de ce moment que ce charbonnage déclinera. En 1929 un seul siège extrait encore le charbon, il fermera en 1935.

## Histoire
Le charbon est extrait à Montigny-le-Tilleul dès 1755, les travaux sont entrepris dans les zones affleurantes et à faible profondeur par des galeries. Une concession est accordée le 14 mars 1808, puis d'autres en 1827, 1895, 1897 et 1919. Une société est créée en 1865 et creuse le premier charbonnage à grande profondeur, le puits de l'Avenir. La SA Franco-Belge du charbonnage de Forte-Taille est créée en octobre 1886. Un arrêté royal parait le 13 mars 1930 pour autoriser l'exploitation de la concession de Jamioulx. En 1950, le charbonnage est racheté par la compagnie de Fontaine-l'Évêque.

## Vestiges
Au début du XXIe siècle, les chevalements ont été démolis et il ne reste plus que de vieux bâtiment en mauvais état.